# توفيق الواعي
توفيق الواعي (1930 - 16 مارس 2019) هو كاتب وأستاذ جامعي مصري.

## حياته ونشأته
توفيق يوسف علي يوسف الميتعايش أحد أعلام دعوة الإخوان المسلمين في مصر والكويت والعالم وأستاذ الدعوة ورئيس قسم العقيدة والدعوة في كلية الشريعة في جامعة الكويت سابقا. من مواليد محافظة الدقهلية عام 1930م، حيث ولد بقرية «دماص» إحدى قرى مركز ميت غمر التابعة لمحافظة الدقهلية، ثم انتقل إلى الإقامة بمركز ميت غمر، حيث استقر بها، وعمل بها إماما وخطيبا، ثم سافر للكويت عام 1972م وبقي فيها حتى وفاتهِ يوم 16 مارس 2019.
- تخرج في الأزهر الشريف، وعين فور تخرجه في الأزهر الشريف.
- حصل على ماجستير في البدعة والمصالح المرسلة بدرجة امتياز مع مرتبة الشرف عام 1978م.
- حصل على دكتوراه في الحضارة الإسلامية مقارنة بالحضارة الغربية بدرجة الامتياز مع مرتبة الشرف الأولى عام 1984م.
- حصل على درجة أستاذ مساعد عام 1992م، * ثم حصل على درجة أستاذ بكلية الشريعة عام 2000م.

## مسيرته
- عين عضوا وباحثا في موسوعة الفقه الإسلامي في القاهرة عام 1969م،
- وعضوا في المؤتمر القومي الإسلامي.
- وعضوا في جبهة علماء الأزهر.
- وعضوا في الاتحاد العالمي لعلماء المسلمين.
- وعضوا وباحثا في الموسوعة الفقهية في الكويت.
- ورئيسا للجنة تطوير مناهج التربية الإسلامية في وزارة التربية في الكويت.
- وباحثا في موسوعة البحوث القرآنية في مؤسسة الكويت للتقدم العلمي، * وعضوا في لجنة تحكم البحوث الإسلامية في المجالات البحثية المحكمة والإشراف على العديد من رسائل الماجستير والدكتوراه،
- وعضوا في مجمع الحديث الشريف،
- وعضوا في اللجنة الثقافية بقسم العقيدة والدعوة بكلية الشريعة –جامعة الكويت، * وعضوا في اللجنة الثقافية أيضا بالكلية، وعضوا في اللجنة الاستشارية لموسوعة المصطلحات الإسلامية – دار الوفاء – القاهرة، * عضوا في لجنة الأبحاث وتطوير المناهج بكلية الشريعة جامعة الكويت، * وعضوا في لجنة شئون الطلاب بكلية الشريعة جامعة الكويت، * وعضوا في لجنة المعادلات بكلية الشريعة جامعة الكويت، * وعضوا في لجنة الجداول بكلية الشريعة جامعة الكويت، * وعضوا في لجنة الدراسات العليا، * وعضوا في لجنة إعداد التقرير السنوي، * وعضوا في لجنة زراعة الأعضاء، * وعضوا في لجنة تطوير الثقافة الإسلامية، * وعضوا في لجنة تطوير المناهج بوزارة التربية بالكويت، * وعضو مجلس كلية الشريعة والدراسات الإسلامية بالكويت، * وعضوا في هيئة تحرير مجلة الشريعة والدراسات الإسلامية بالكويت، * وعضوا في لجنة تحرير قاموس القرآن الكريم بالكويت.

### المشاركة في المؤتمرات
- كما شارك في العديد من المؤتمرات حول العالم:
- حيث شارك في ندوة الفقهاء للعلوم الطبية بالكويت – والإنجاب في ضوء الإسلام – مايو 1983م – ببحث (الإجهاض وحكمه في الإسلام) – نشر بكتيب المؤتمر.
- المؤتمر الدولي عن الدولة والسياسة في الإسلام – لندن – أغسطس 1983م – ببحث (معالم الدولة في الإسلام) – نشر.
- ندوة الفقهاء للعلوم الطبية بالكويت – بعنوان (الحياة الإنسانية بدايتها ونهايتها) – يناير 1985م - ببحث (حقيقة الموت والحياة في القرآن والأحكام الشرعية) – نشر.
- المؤتمر الثقافي للطلبة المسلمين في أوروبا ببريطانيا – ليبرنول – بتصريح من جامعة الكويت – أكتوبر 1986م - ببحث (الدعوة الإسلامية في أوروبا).
- المؤتمر الخامس والعشرون لجمعية الطلبة المسلمين بالمملكة المتحدة وأيرلندا، بعنوان (نحو منهجية رائدة للعمل الإسلامي) والذي عقد في مانشستر – ديسمبر 1986م – ببحث (عطاء المسلمين للعالم).
- الندوة الثقافية بكلية الشريعة – جامعة الكويت – ببحث (عوامل النهضة والانحطاط عبر تاريخ الأمة الإسلامية) – مارس 1987م.
- ندوة السر الطبي – المنظمة الإسلامية للعلوم الطبية – الكويت – أبريل 1987م – ببحث (الأسرار الطبية للمريض ومسئولية الطبيب) نشر.
- ندوة الأهلة والمواقيت بالكويت – بحضور متخصصين عن العالم الإسلامي لبحث المواقيت الشرعية – وقد حضر سيادته مناقشا – مارس 1989م.
- مؤتمر المربين والموجهين في أوروبا – المركز الإسلامي ألمانيا الغربية – أغسطس 1988م – (ببحث معالم التربية الإسلامية).
- مؤتمر للثقافة الإسلامية وكيفية توصيلها إلى الغرب – نومبرج ألمانيا – مارس 1989م – ببحث (خصائص الثقافة الإسلامية).
- ندوة زراعة الأعضاء – مجمع الفقه والمنظمة الطبية – الكويت – أكتوبر 1989م – ببحث (المباح والمحظور في زراعة الأعضاء).
- ندوة مناهج التعليم في التسعينات – باكستان – إسلام أباد – أبريل ومايو 1990م – ببحث (الآفاق المنهجية للتعليم).
- ندوات في دولة قطر – الفكر الإسلامي – رئاسة المحاكم الشرعية – 1990م – بحوث متعددة.
- ندوة غزو العراق للكويت – جامعة الكويت – كلية الشريعة – 1991م.
- مؤتمر رابطة الشباب المسلم – أمريكا – ديسمبر 1996م.
- مؤتمر المشروع الحضاري الإسلامي – لوس أنجلوس – أمريكا – فبراير 1997م.
- ندوة دار الرعاية الإسلامية – المملكة المتحدة – مايو 1997م.
- مؤتمر الإعلام الإسلامي ولغة العصر – المركز الإسلامي – ميونخ ألمانيا – أغسطس 1998م.
- مؤتمر السنن الاجتماعية في القرآن – دار الرعاية الاجتماعية – لندن – المملكة المتحدة – أغسطس 1998م.
- مؤتمر لوس أنجلوس – أمريكا – نوفمبر 1998م.
- المؤتمر العالمي الأول حول الدين والأسرة في وقاية الشباب من المخدرات بالتعاون مع الصحة العالمية – الكويت – مارس 1998م.
- الندوة العالمية – ماليزيا – مارس 1998م.
- مؤتمر أمريكا الشمالية – نوفمبر 1998م – لوس أنجلوس (رابطة الشباب العربي المسلم) بعنوان (الدور الحضاري للمسلمين في الغرب).
- وشارك في عدة مؤتمرات مما لا يتسع المجال لذكرها والتي كان أخرها ملتقى القدس الدولي في إسطنبول 2007م.

## حبسه ومحاكمته
- كان ضمن أربعين من قيادات الإخوان المسلمين الذين أحيلو للمحاكمة العسكرية الاستثنائية بقرار رئيس الجمهورية في ديسمبر 2006 م وتم الحكم عليه أبريل 2008 بالسجن لمدة عشر سنوات غيابيا بعدم ما حصل علي البرأة ثلاث مرات من القضاء المدني الطبيعي
- وفي 26 يوليو 2012 أصدر الرئيس المصري محمد مرسي عفوا عاما عنه نشر في الجريدة الرسمية في العدد 30 سنة 2012.

## مؤلفاته
له خبرات عديدة في إعداد الموسوعات: حيث شارك في إعداد موسوعة الفقه الإسلامي بالقاهرة، كما شارك في إعداد الموسوعة الفقهية بالكويت، وأعد موسوعة شهداء الحركة الإسلامية، كما أعد أيضا موسوعة المصطلحات العقائدية في القرآن الكريم. للدكتور توفيق الكثير والكثير من المؤلفات المطبوعة التي يصل عددها نحو الأربعين وغير المطبوعة والتي يصل عددها نحو الثلاثين.
- الإخوان المسلمون- كبرى الحركات الإسلامية - شبهات وردود
- كبرى الجماعات الإسلامية الإصلاحية في العالم المعاصر جماعات حركات أحزاب - طالع فهرس الكتاب
- الإيمان والقوى الخفية.
- موسوعة شهداء الحركة الإسلامية في العصر الحديث.
- الفكر السياسي المعاصر عند الإخوان المسلمين.
- الرؤية الشاملة لمنهج الإخوان المسلمين.
- موسوعة المصطلحات العقائدية في القرآن الكريم.
- فقه العقيدة الإسلامية.
- قصص الأنبياء.
- الفهم الإسلامي بين الغلو والاعتدال.
- نساء داعيات.
- البدعة والمصالح المرسلة.
- الخطابة وإعداد الخطيب.
- الحوار في الإسلام.
- الإبداع في تربية الأولاد.
- إستراتيجية الأسرة المسلمة.
- قادة الجهاد الفلسطيني في العصر الحديث.
- الحضارة الإسلامية مقارنة بالحضارة الغربية.
- سيد قطب عملاق الفكر الإسلامي.
- أسماء الله الحسنى.
- المصطلحات السياسية.
- إستراتيجية التحقيق.
- الأساطير المؤسسة للجاسوسية.
- أقوال العلماء الأثبات.
- حاضر العالم الإسلامي.
- معالم على الطريق.
- العمل الجماعي بين رؤية الشرع وحاجة الواقع.
- قال الناس ولم نقل في الانتخابات المصرية 2005م.
- سلوك المسلم.
- أوهام العلمانية حول الرسالة والمنهج.
- الإسلام في العقل الأوروبي.
- المخططات العدائية ضد الإسلام والمسلمين.
- الدعوة إلى الله.
- اليهود في القرآن والسنة.
- الدولة الإسلامية بين التراث والمعاصرة.
- بيت المقدس (مسرحية).
- المخدرات وأثرها على الأجيال.
- المرشد الإسلامي في الفقه الطبي.

## وفاته
توفى يوم السبت 16 مارس 2019، في دولة الكويت، عن عمر ناهز 89 عاما.